# Vibrionen
Vibrionen ist die eingedeutschte Bezeichnung für Bakterien der Gattung Vibrio, die mäßig bis stark salzbedürftig sind. Es handelt sich um gramnegative Bakterien, fakultativ anaerobe, gekrümmte Stäbchen. Die Geißeln sind meist polar angeordnet. Überdauerungsorgane wie Sporen werden nicht erzeugt. Humanpathogen sind neben dem bekannten Choleraerreger Vibrio cholerae auch Vibrio parahaemolyticus und Vibrio vulnificus, die beide in warmem Salzwasser vorkommen und für schwere Magendarminfektionen und Weichteilinfektionen verantwortlich sein können.

## Merkmale
Die bekannteste Art, Vibrio cholerae, ist Erreger der Cholera. Es gibt zwei Stämme, den klassischen Stamm und den El-Tor-Stamm. Infektionen mit dem El-Tor-Stamm verlaufen in der Regel leichter und enden viel seltener tödlich. Ein weiterer wichtiger Krankheitserreger ist Vibrio parahaemolyticus, eine Art, die besonders in Japan durch Meeresfrüchte oder rohen Fisch übertragen wird und Brechdurchfall-Erkrankungen (Gastroenteritis) erzeugt.
Einige marine Arten wie Vibrio anguillarum können bei Fischen Krankheiten hervorrufen und somit in Fischfarmen große Schäden verursachen. Auch Vibrio ordalii wurde bei kranken Fischen gefunden.
Auch Produzenten des starken Nervengiftes Tetrodotoxin (TTX) oder anhydro-TTX wurden bei dieser Gattung nachgewiesen. anhydro-TTX ist eine im molekularen Aufbau leicht abweichende Variante dieses Giftes. Produktion von TTX wurde beispielsweise bei Vibrio alginolyticus nachgewiesen, anhydro-TTX auch bei Vibrio fischeri. Dieses Bakterium wird nach aktueller Systematik nun als Aliivibrio fischeri bezeichnet. Vermutlich sind Arten von Vibrio für die Giftproduktion verschiedener Kugelfische (Tetraodontidae) verantwortlich. So wurde Vibrio alginolyticus bei dem Kugelfisch Takifugu vermicularis gefunden. Allerdings wurde die Tetrodotoxinbildung durch Vibrionen wieder in Frage gestellt.

## Arten (Auswahl)
- Vibrio alginolyticus (Miyamoto et al. 1961) Sakazaki 1968[2][7]
- Vibrio anguillarum Bergeman 1909
- Vibrio cholerae Pacini 1854
- Vibrio coralliilyticus Pollock et al., 2010[8][9]
- Vibrio harveyi (Johnson & Shunk 1936) Baumann et al. 1981
- Vibrio ordalii Schiewe et al. 1982
- Vibrio  mimicus Davis et al. 1982[10][11]
- Vibrio natriegens (Payne et al. 1961) Baumann et al. 1981 comb. nov.
- Vibrio parahaemolyticus (Fujino et al. 1951) Sakazaki et al. 1963
- Vibrio pectenicida Lambert et al. 1998[12]
- Vibrio vulnificus (Reichelt et al. 1979) Farmer 1980

Nicht mehr zur Gattung Vibrio gehört der früher als Vibrio fischeri bezeichnete Aliivibrio fischeri (Beijerinck 1889) Urbanczyk et al. 2007.

## Vorkommen
Insbesondere die sogenannten Nicht-Cholera-Vibrionen kommen in der Ost- und Nordsee, vereinzelt auch in leicht salzhaltigen Binnengewässern, als Bestandteil der natürlichen Bakterienflora vor. Sie vermehren sich stark bei Wassertemperaturen über 20 °C und einem Salzgehalt von 0,5 bis 2,5 Prozent.
Infektionen mit Vibrionen in der Ostsee gibt es regelmäßig in den Sommermonaten bei höheren Wassertemperaturen. Zur Risikogruppe gehören immungeschwächte, ältere Personen mit offenen Wunden, durch die beim Baden Bakterien eindringen können. Auch Todesfälle kommen vor.
Die Spezies Vibrio pectenicida ruft bei einer Reihe von Meerestieren Krankheiten hervor:
- der Referenzstamm A365 alias CAIM:594 bei Larven von Austern wie der Europäischen Auster (Ostrea edulis) und der Pazifischen Auster (Crassostrea (Magallana) gigas)
- der Stamm 99-46-Y bei der Felsenbohrer-Muscheln wie der Elefantenrüsselmuschel (Panopea generosa)
- der Stamm FHCF-3 beim Sonnenblumen-Seestern (Pycnopodia helianthoides): Seestern-Auszehrungskrankheit (sea star wasting disease, SSWD)

Allein der Krankheit SSWD sind seit 2013 Milliarden von Seesternen aus 10 verschiedenen Arten zum Opfer gefallen, wobei der  Sonnenblumen-Seestern die am schwersten betroffene Art ist.

## Analytik
In der Lebensmittelanalytik insbesondere bei Fischereiprodukten ist die Analytik von Vibrio cholerae, Vibrio parahaemolyticus und Vibrio vulnificus nötig. Der Ausschluss von enteropathogenen Vibrionen erfolgt mittels DIN EN ISO 21872-1 kulturell nach mehreren konsekutiven Anreicherungsschritten. Bestätigt wird klassisch biochemisch. Alternativ kann die Bestätigung auch mittels MALDI-TOF MS erfolgen.

## Meldepflicht
In Deutschland ist der direkte oder indirekte Nachweis von humanpathogenen Vibrio spp. namentlich meldepflichtig nach § 7 des Infektionsschutzgesetzes, sofern der Nachweis auf eine akute Infektion hinweist; aber soweit ausschließlich eine Ohrinfektion vorliegt, nur bei Vibrio cholerae.
In der Schweiz ist lediglich der positive laboranalytische Befund zu Vibrio cholerae meldepflichtig und zwar nach dem Epidemiengesetz (EpG) in Verbindung mit der Epidemienverordnung und Anhang 3 der Verordnung des EDI über die Meldung von Beobachtungen übertragbarer Krankheiten des Menschen.

## Forschungsgeschichte
Der dänische Zoologe Otto Friedrich Müller prägte den Begriff Vibrionen, aufgrund der zitterartigen Bewegung der Bakterien, welche sich mikroskopisch beobachten lässt.